# Persona 5 Tactica
Persona 5 Tactica (ペルソナ5 タクティカ?, Perusona Faibu Takutika) è un gioco di ruolo strategico sviluppato da P-Studio e pubblicato da Sega. Si tratta di uno spin-off della serie Persona, ed è stato pubblicato per Nintendo Switch, PlayStation 4, PlayStation 5, Windows, Xbox One e Xbox Series X/S il 17 novembre 2023. Un capitolo della storia aggiuntivo, intitolato Repaint Your Heart, è stato distribuito come contenuto scaricabile il giorno stesso.
Persona 5 Tactica è ambientato in concomitanza degli eventi di Persona 5. I Ladri Fantasma vengono trasportati in un mondo alternativo sopraffatto dalla guerra e l'oppressione, ciò creerà un'alleanza tra loro e un gruppo di combattenti della libertà – noto come Corpo Ribelle – per spodestare i tiranni. La modalità di gioco comprende le convenzioni standard dei giochi di ruolo strategici, ovvero la navigazione su griglia, il sistema di affinità delle armi e il combattimento a turni, unite alle meccaniche base della serie Persona, come l'evocazione e la fusione dei Persona e le affinità elementali.

## Modalità di gioco
Persona 5 Tactica è un gioco di ruolo strategico in cui il giocatore controlla un gruppo composto da massimo tre componenti, posti su una mappa a griglia dove affronta le unità nemiche in combattimenti a turni. Le unità alleate che si possono usare in battaglia comprendono i membri dei Ladri Fantasma e la leader del Corpo Ribelle Erina. I personaggi possono intraprendere varie azioni, mettersi in guardia o non fare nulla durante il turno per ottenere benefici in quello successivo. Gli attacchi possono essere o ravvicinati, in modo da spingere i nemici, oppure a distanza, inoltre è possibile evocare i Persona per usare una varietà di abilità al costo di punti abilità (SP). Analogamente al sistema di combattimento di Persona 5, le abilità hanno varie affinità elementali, ma in Tactica alcuni elementi possono costringere i nemici a muoversi in modi diversi. Se viene attaccato un nemico che non è al riparo, viene abbattuto e al giocatore viene concesso un turno aggiuntivo per eseguire un'ulteriore azione. Se l'unità nemica abbattuta è circondata dalle unità alleate in formazione triangolare sulla griglia, è possibile avviare un attacco speciale chiamato "Minaccia Tripla", che infligge danni ingenti. È possibile raccogliere Persona aggiuntive, tramite le battaglie o la fusione di più Persona, e equipaggiarle per garantire abilità aggiuntive.

## Sviluppo
Persona 5 Tactica è stato annunciato all'Xbox Games Showcase a giugno 2023. In concomitanza dell'evento, Weekly Famitsu ha pubblicato varie interviste con diversi membri dello staff coinvolti nel gioco. La prima, con il direttore Naoya Maeda, il produttore Kazuhisa Wada e il produttore aziendale Atsushi Nomura, ha rivelato dei dettagli sulla motivazione dietro la realizzazione di uno strategico a tema Persona: in particolare Wada ha sottolineato il potenziale di espansione della serie, oltre che la voglia personale di raccontare una nuova storia con i personaggi di Persona 5. Maeda inoltre ha evidenziato l'accessibilità del gioco a giocatori occasionali privi di abilità con gli strategici, tramite l'utilizzo della griglia di battaglia. 
La colonna sonora composta da Toshiki Konishi, membro dell'Atlus Sound Team, vede il contribuito della cantante Lyn Inaizumi. Konishi ha usato testi e riff simili per collegare le canzoni tra loro. Il tema musicale di battaglia è stato creato per non essere troppo entusiasmante, in modo da non distrarre i giocatori.
Wada ha affermato che il desiderio di produrre Tactica nasce dall'assenza di uno gioco tattico della serie Persona, nonostante la precedente esperienza di Atlus nella produzione di giochi di questo genere, come Shin Megami Tensei: Devil Survivor e Shin Megami Tensei: Devil Survivor 2. Nomura ha condiviso questo pensiero, in più ritiene che i tratti caratteristici e gli elementi di gioco associati ai Ladri Fantasma, come la furtività e l'analisi del comportamento del nemico, si adattino bene al genere, fornendo un esempio di una mappa con differenze di altezza tra nemico e unità alleata. Spiega: «spostando un personaggio, puoi trovarti in luoghi dove sei irraggiungibile dall'attacco nemico o dove ti puoi coordinare facilmente con gli alleati, svilupperai strategie senza neanche accorgertene». Prima della riprogettazione finale dei personaggi, sono stati usati i modelli dei Ladri Fantasma di Persona Q2: New Cinema Labyrinth prima appunto di finalizzare. Nonostante la somiglianza dello stile artistico con i giochi Persona Q, la designer dei personaggi Hanako Oribe ha ritenuto che mantenere le proporzioni originali dei personaggi in altre apparizioni, enfatizzando l'esagerazione di mani e piedi, si traducesse in un aspetto più fumettistico.

## Pubblicazione
Persona 5 Tactica è stato pubblicato per Nintendo Switch, PlayStation 4, PlayStation 5, Xbox One, Xbox Series X/S e Windows il 17 novembre 2023, in più è presente sull'Xbox Game Pass. Oltre all'edizione standard, è disponibile la Digital Deluxe Edition, che quale contiene il gioco base con degli extra e l'accesso immediato al contenuto scaricabile (DLC) Repaint Your Heart. L'8 novembre 2023 è stato accidentalmente pubblicato su Steam, per poi essere rimosso dopo circa 20 minuti.

### Contenuto scaricabile
Le prime copie di Persona 5 Tactica sono dotate di due Persona extra da far usare a Joker in battaglia, Izanagi Picaro and Orpheus Picaro. Il capitolo aggiuntivo chiamato Repaint Your Heart è disponibile dal giorno della pubblicazione, acquistabile come singolo oppure incluso nella Digital Deluxe Edition. Questo capitolo introduce nuove possibilità narrative tramite il ritorno dei personaggi Goro Akechi e Kasumi Yoshizawa da Persona 5 Royal.

## Accoglienza
Persona 5 Tactica ha ricevuto critiche generalmente positive secondo Metacritic.
| Testata                               | Versione | Giudizio |
| ------------------------------------- | -------- | -------- |
| Metacritic (media al 4 dicembre 2023) | NS       | 78/100   |
| Metacritic (media al 4 dicembre 2023) | PC       | 77/100   |
| Metacritic (media al 4 dicembre 2023) | PS5      | 78/100   |
| Metacritic (media al 4 dicembre 2023) | XSXS     | 78/100   |
| OpenCritic (4 dicembre 2023)          | -        | 79%      |
| EuroGamer                             | -        | 3/5      |
| Famitsu                               | -        | 33/40    |
| GameRadar+                            | -        | 4/5      |
| GameSpot                              | -        | 8/10     |
| IGN                                   | -        | 8/10     |
| Nintendo Life                         | -        | 9/10     |
| RPGFan                                | -        | 75/100   |
| Hardcore Gamer                        | -        | 3.5/5    |

I critici hanno elogiato i temi del gioco, quali la ribellione contro l'oppressione, ma secondo Polygon è stato un "prendere la strada più sicura".
Dal 13 novembre al 19 il gioco ha venduto 49 928 unità fisiche in Giappone.